# 後天性
後天性（こうてんせい、英:Acquired）とは、生まれた時は通常ではあったものの、人間生活を送っている途中に事故や環境など様々な事柄を原因として持つこととなってしまった病気や障害の性質。反意語は先天性。後天性の病気としては後天性免疫不全症候群が特に有名で広く社会に知れ渡っている。